# جاك هوكينز (ضابط)
جاك هوكينز (بالإنجليزية: Jack Hawkins)‏ هو ضابط أمريكي، ولد في 25 أكتوبر 1916 في روكستون في الولايات المتحدة، وتوفي في 17 مايو 2013 في فريدريكسبيورغ في الولايات المتحدة.